# Xã Woodside, Quận Oregon, Missouri
Xã Woodside (tiếng Anh: Woodside Township) là một xã thuộc quận Oregon, tiểu bang Missouri, Hoa Kỳ. Năm 2010, dân số của xã này là 279 người.